# Richard Albrecht
Richard Albrecht (* 4. Mai 1945 in Apolda) ist ein deutscher Sozialwissenschaftler.

## Leben
Richard Albrecht ist in Buchholz in der Nordheide und Harburg aufgewachsen und hat nach dem Besuch eines Wirtschaftsgymnasiums, einer Beschäftigung als Sprachlehrer und einer Ausbildung als Journalist in Hamburg an den Universitäten Kiel, Heidelberg und Mannheim Sozialwissenschaften (Philosophie, Politikwissenschaft, Soziologie, Sozialpsychologie, Statistik) studiert. Er war Mitglied des SDS (Sozialistischer Deutscher Studentenbund). Albrecht wurde später, jeweils als externer Kandidat während seiner Berufstätigkeit, 1976 an der Universität Bremen in Cultural studies promoviert (s.c.l.) und 1989 an der Universität Kassel in Politikwissenschaft mit seiner 1987 als Buch erschienenen Biografie über Carlo Mierendorff habilitiert.
Von 1986 bis 1991 nahm Albrecht als Gastdozent Lehraufträge an den Universitäten WWU Münster, GH Siegen und WH Mannheim wahr und war als Sozialwissenschaftsjournalist freier Mitarbeiter verschiedener Rundfunkprogramme beim Südwestfunk (SWF), Deutschlandfunk (DLF) und Westdeutscher Rundfunk (WDR). Von 1991 bis 2003 war er Autor der Vierteljahreszeitschrift „liberal“ und 2001 bis 2005 Herausgeber, Lehrbeauftragter und ehrenamtlicher Richter.
Als historisch arbeitender Sozialwissenschaftler beschäftigte sich Albrecht mit den Arbeitsschwerpunkten materialistische Subjektwissenschaft und kulturanalytische Sozialpsychologie, Publikationen zu Carlo Mierendorff, zur deutschsprachigen antifaschistischen Emigration nach 1933 und zum Exil des Dramatikers Carl Zuckmayer. 
Albrecht schrieb theoretisch-konzeptionelle Beiträge, empirische Fallstudien und historische Essays zu
- Literatursoziologie[1]
- Alltagsleben[2]
- Symbolik in der Politik und Symbolkampf gegen den Nationalsozialismus[3]
- Politische Soziologie des Witzes und Galgenhumor im Konzentrationslager[4]
- Flüsterwitz im „Dritten Reich“[5]
- Emigration, „Halbemigration“ und Exil als Lebensform[6]
- Genozidpolitik im 20. Jahrhundert[7]
- Mikroempirische Feldforschung zur Dimensionierung von Schwindelstrukturen in der deutschen Gegenwartsgesellschaft des 21. Jahrhunderts[8]
- Utopian Paradigm, ein Essay, dessen an Ernst Bloch geschulter theoretischer Rahmen auch online teilveröffentlicht ist.[9]

In Albrechts zuletzt erschienenen Büchern geht es um Staatsrache (2005), Genozidpolitik als Völkermord(en) (2006/08), Menschheitsverbrechen (2007) und sozialwissenschaftliche Ideologie-, Wissenschafts-  und Kulturkritik (2008; 2011).
2009 veröffentlichte er seine historische Erinnerung an Ernst Blochs Vortrag zum Exil im Exil (1939) und eine mikroempirische Fallstudie, die sich kritisch mit dem Wikipedia-Artikel (genauer: dem damaligen Stand des Artikels) über Jürgen Habermas  auseinandersetzte, 2010 Aufsätze über Leben und Werk von René König, Carl Djerassi und Hannah Arendt, 2011 über „Subjektmarxismus“, Ferdinand Tönnies, den „Matthäus-Effekt“, Hans Arp, Dada und zeitgenössische Kunst sowie Eric Hobsbawm.
Albrecht edierte 2002 bis 2007 das in fünf Jahrgängen erschienene unabhängige online-Magazin rechtskultur.de (Magazin für Menschen & Bürgerrechte).

## Schriften
Monografien
- Marxismus, bürgerliche Ideologie, Linksradikalismus. Zur Ideologie und Sozialgeschichte des westeuropäischen Linksradikalismus. (= Kritik der bürgerlichen Ideologie. Band 55). Verlag Marxistische Blätter, Frankfurt am Main 1975, ISBN 3-88012-304-7.
- Alkoholgefährdete Arbeitnehmer im Betrieb. Möglichkeiten und Grenzen von Rehabilitationsmaßnahmen. (= Mitteilungen der DGVT. Sonderheft. III). Deutsche Gesellschaft für Verhaltenstherapie, Tübingen 1981, ISBN 3-922686-50-8.
- Das Bedürfnis nach echten Geschichten: Zur zeitgenössischen Unterhaltungsliteratur in der DDR. (= Forschungen zur Literatur und Kulturgeschichte. Band 15). Peter Lang, Frankfurt am Main 1986, ISBN 3-8204-1053-8.
- mit Otto R. Romberg u. a.: Widerstand und Exil 1933–1945. (= Schriftenreihe. Band 223). 3. Auflage. Bundeszentrale für politische Bildung, Bonn 1989, ISBN 3-923423-30-6.
- Der militante Sozialdemokrat. Carlo Mierendorff 1897 bis 1943. (= Internationale Bibliothek. Band 124). Dietz, Berlin 1987, ISBN 3-8012-1128-2. (1997 unter dem Titel Deckname Dr. Friedrich: Carlo Mierendorf – ein Leben auf Zeit. Von Alfred Jungraithmayr verfilmt)
- Exil-Forschung. Studien zur deutschsprachigen Emigration nach 1933. (= Europäische Hochschulschriften/Dt. Sprache und Literatur. Band 1092). Peter Lang, Frankfurt am Main 1988, ISBN 3-631-40554-5.
- …fremd und doch vertraut. Skizzen zur politischen Kultur des Witzes gestern und heute. (= Politische Soziologie. Band 2). LIT Verlag, Münster 1989, ISBN 3-88660-502-7.
- „No Return“ – Carl Zuckmayers Exil. Aspekte einer neuen Biografie des deutschen Erfolgsdramatikers. Carl-Zuckmayer-Gesellschaft, Mainz 1995, ISBN 3-921384-00-1.
- Der Kreisauer Kreis: zu den verfassungspolitischen Vorstellungen von Männern des Widerstandes um Helmuth James Graf von Moltke. (Mitautor), Heidelberg: C.F. Müller Verlag, 1986 (= Motive – Texte – Materialien. Band 71). ISBN 3-8114-2096-8.
- Genozidpolitik im 20. Jahrhundert. (= Berichte aus der Rechtswissenschaft). 3 Bände. Shaker, Aachen
  - Band 1: Völkermord(en). 2006, ISBN 3-8322-5055-7.
  - Band 2: Armenozid. 2007, ISBN 978-3-8322-5738-5.
  - Band 3: Hitlergeheimrede. 2008, ISBN 978-3-8322-6695-0.
- Demoskopie als Demagogie – Kritisches aus den achtziger Jahren. (= Berichte aus der Sozialwissenschaft). Shaker, Aachen 2007, ISBN 978-3-8322-6324-9. (mit CD-Rom)
- Such Linge. Vom Kommunistenprozeß zu Köln zu google.de. Sozialwissenschaftliche Recherchen zum langen, kurzen und neuen Jahrhundert.  (= Berichte aus der Sozialwissenschaft). Shaker, Aachen 2008, ISBN 978-3-8322-7333-0.

Herausgaben
- mit Ingeborg Drewitz: Publikation. Das Forum für Autoren und literarische Öffentlichkeit. 25 (1979) - 26 (1980)
- Erkundungen. Texte aus (dem) Revier. Revier Verlag, Duisburg 1983.
- rechtskultur. Unabhängiges online-Magazin. 1 (2002/03); 2 (2002/04) – 5 (2006/07) unter dem Titel rechtskulturaktuell.
- Facetten der internationalen Carl-Zuckmayer-Forschung. Beiträge zu Leben – Werk – Praxis. (= Theater- und kulturwissenschaftliche Studien. Band 2). Carl-Zuckmayer-Gesellschaft, Mainz 1997, ISBN 3-921384-06-0.

Wissenschaftliche Aufsätze
- "… denkt immer an den ´mittleren Funktionär´" ... Wolfgang Abendroth (2. Mai 1906 bis 15. September 1985). In: Internationale wissenschaftliche Korrespondenz zur Geschichte der deutschen Arbeiterbewegung. (iwk), 40, 4, 2004, S. 465–487; ergänzt auch in: Friedrich-Martin Balzer (Hrsg.): Wolfgang Abendroth für Einsteiger und Fortgeschrittene. durchgesehene und erweiterte Auflage. Pahl-Rugenstein, Bonn 2006.
- Über Umbruchsprozesse in der bundesrepublikanischen Gesellschaft. In: GMH. 41, 8, 1990, S. 503–512. (PDF-Datei; 137 kB)
- Zur Kritik des real-existierenden Kapitalismus. In: GMH. 42, 8, 1991, S. 508–515. (PDF-Datei; 82 kB)
- Wer nicht arbeiten darf, soll wenigstens gut essen. In: GMH. 47, 10, 1996, S. 665–667. (PDF-Datei; 86 kB)
- Die Funktionskompetenzen zeitgenössischer Literatur. Kurzessay. In: Glarean Magazin. 1998.
- Kurzessay Kritiknetz: Subjektmarxismus 2009. (PDF-Datei; 142 kB). In: Kritiknetz – Zeitschrift für kritische Theorie der Gesellschaft. ISSN 1866-4105
- Grundlagenbeitrag zur Völkermordpolitik im 20. Jahrhundert. 2009. (PDF-Datei; 382 kB, engl.)
- Murder(ing) Armenians. The Turkish genocide against the Ottoman Armenians during the First World War and its place in the political history of the 20th century. In: Schweizerische Zeitschrift für Religions- und Kulturgeschichte. Nr. 108, 2014, S. 127–148. (Online-Version, PDF, abgerufen am 3. März 2016)
- Berufsverbotspolitik 1972. Seit vierzig Jahren: Links blinken - rechts überholen. Erinnerung an die Willy-Willy-Politik der Berufsverbote 1972. 2012. siehe: berufsverbote.de

Belletristik
- Heldentod. Kurze Texte aus langen Jahren.  Aachen: Shaker Media, 2011, ISBN 978-3-86858-613-8.
- Witze Witze über alles – Lacht kaputt was Euch kaputtmacht. Das erste Tausendplus & Queerbeet. Witze – Sprüche – Lächerlichkeiten. Vorwort Bernhard Hofer / Illustrationen Elisabeth Möller. Heidenheim: Verlag Freiheitsbaum; edition Spinoza 2025, ISBN 978-3-922589-83-9.